# 大日本帝国海軍航空爆弾一覧

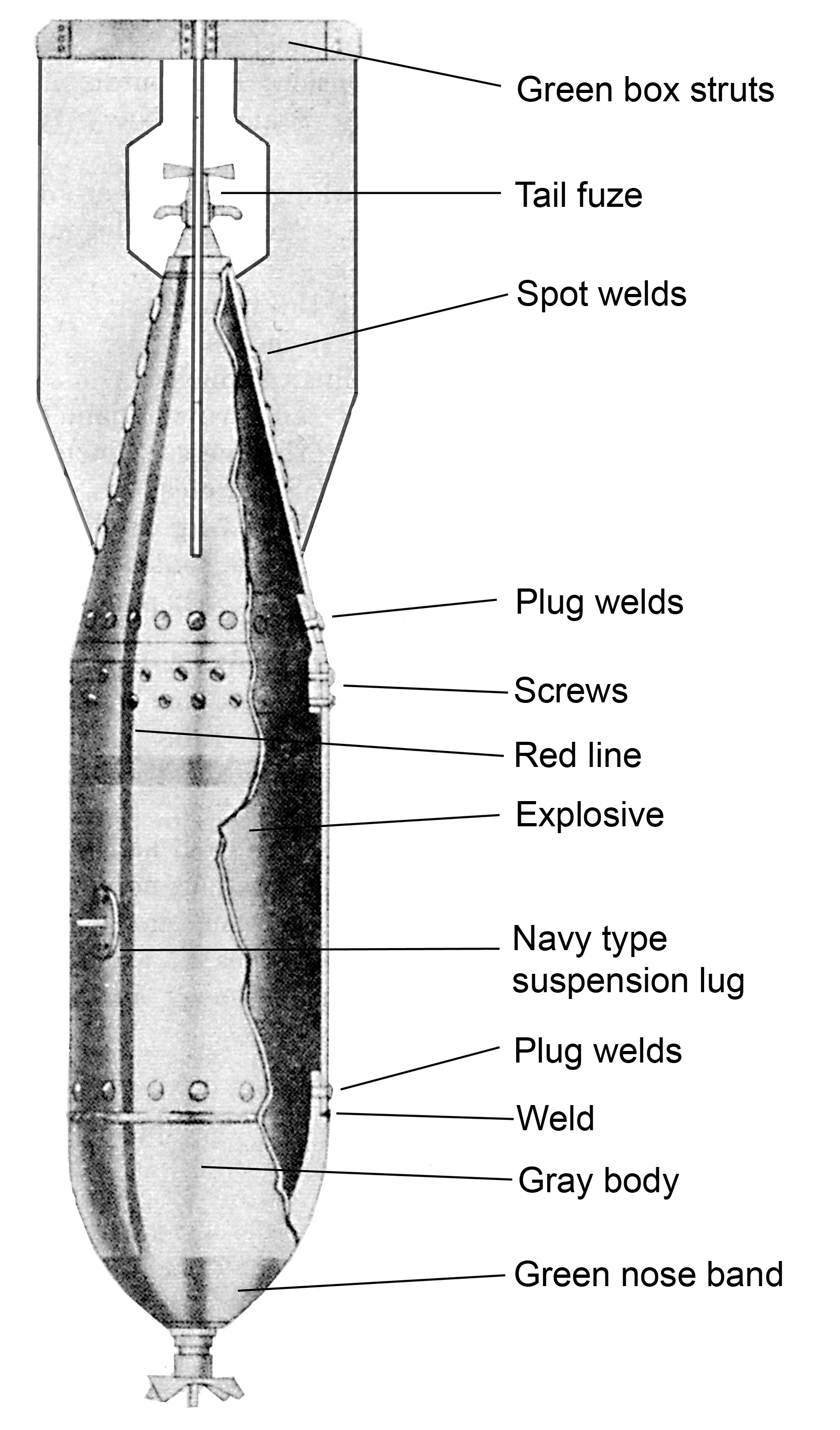
九八式二五番陸用爆弾の構造図。日本海軍陸用爆弾の典型的構造を示す。鋼製の中央筒部に頭部、尾部を鋲接または溶接する。

大日本帝国海軍航空爆弾一覧では、第二次世界大戦終了までに大日本帝国海軍が運用した航空爆弾、その他投下兵器を一覧として記載する。

## 型式と概要

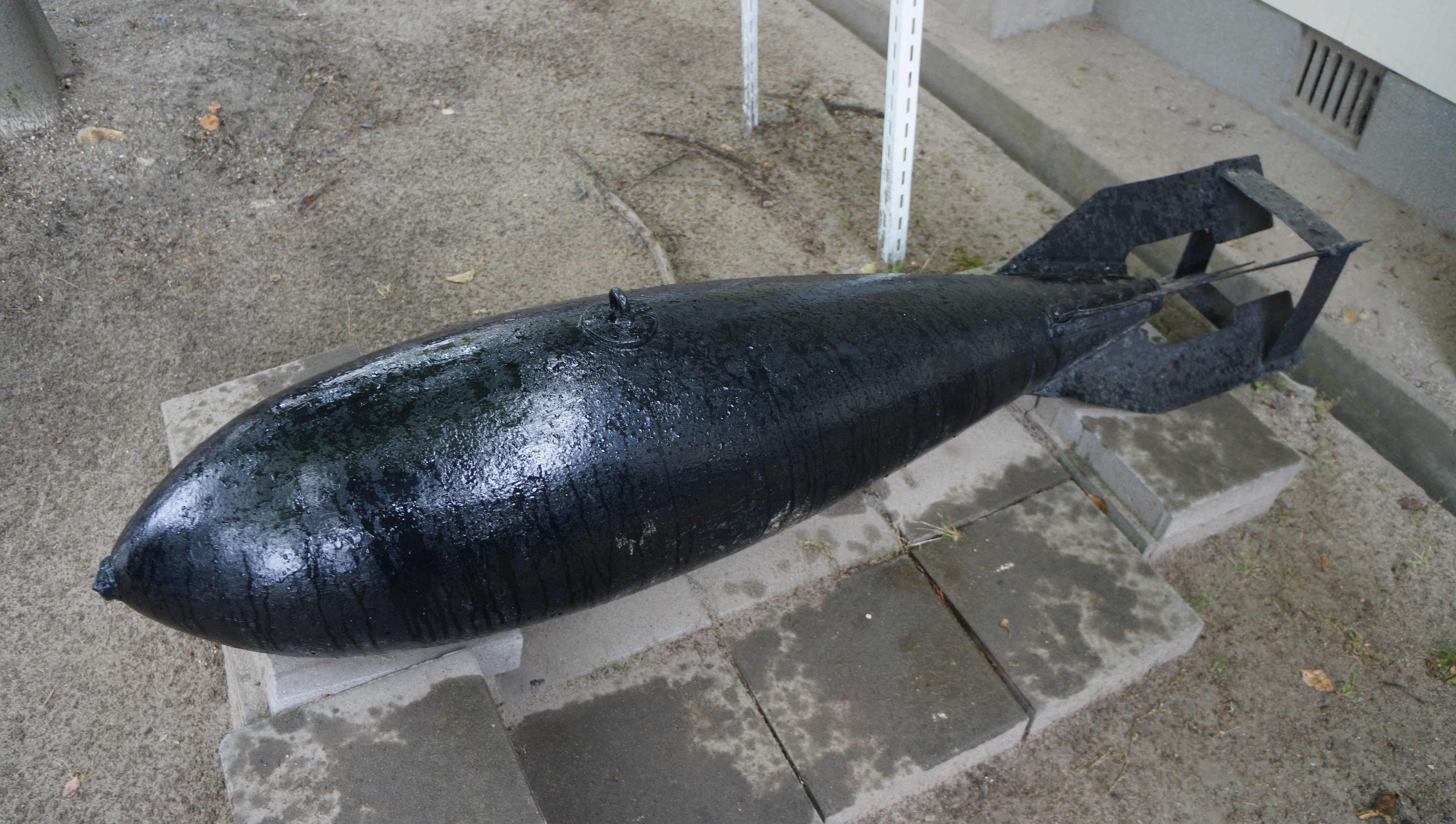
対艦艇用の二十五番通常爆弾。陸上自衛隊千僧駐屯地資料室前の展示。

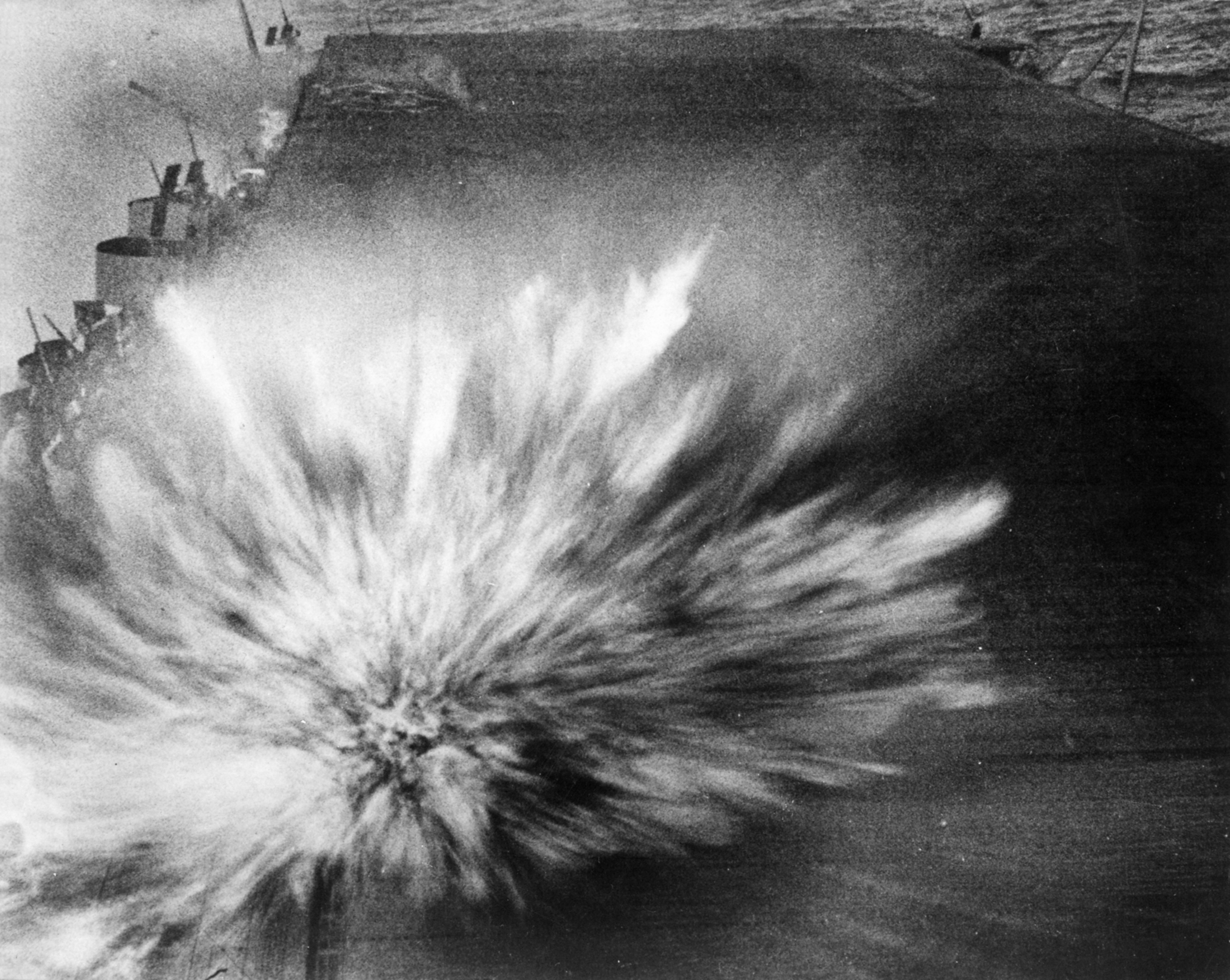
1942年8月24日、空母「エンタープライズ」の飛行甲板に250kg爆弾が直撃した状況。

日本海軍では異なる型式の航空爆弾を相当数生産した。これらは3つの主なカテゴリー内部でさらに細分される。
- 陸用爆弾。これは陸上の目標に対して使用される。これらは普通、高品質に造られたものではない単純な筒状弾体に、鋳造の頭部と尾部を鋲接または溶接している。
- 通常爆弾。艦艇に対して使用される。汎用及び半徹甲形式がある。これらは高品質で、通常は鍛鋼によりケースが生産された。
- 特殊爆弾。号数によって用途が指定されており、様々な目標に対して投入された。

日本海軍は建艦競争の不利から航空戦力を重視した。理由は日本が経済・工業力・資源とも貧弱で乏しかった事による。これは海軍の主な公論の一つであり、1912年（明治45年）頃から唱えられ始めた。欧米では全ての目標に使用できる高性能なGP（汎用）爆弾を採用したが、資源に乏しい日本では希少金属はもとより屑鉄でも使用先が限定された。そこで日本海軍では各種爆弾を制定して専用設計を施す必要があった。海軍では通常、交戦の対象は艦艇であるため、装甲板の貫通能力をある程度付与した爆弾が通常爆弾と呼ばれた。こうした爆弾は鋳鋼ではなく高価な鍛鋼により装甲板を貫通できる強度を維持していた。ただし陸用爆弾に比較すると炸薬量が少なく高価である。投下する対象は艦船であるため、生産配備の要求量は比較的少数であった。これに対し、破片を散乱させて人馬を殺傷したり、さほど堅固に装甲されていない陸上施設を破壊するには、炸薬が多く安価な陸用爆弾が投入された。陸用爆弾の弾体には鉄筋コンクリート等を貫通する程度の強度が要求された。炸薬には初期に下瀬火薬、1938年（昭和13年）以降は九八式爆薬を広く用いるようになった。下瀬火薬は感度が高く、自爆防止のため、所定の形に作られた美濃紙の小袋に加熱して鋳込み、これを弾体に詰めた。日本海軍ではこれを成形炸薬と呼んだが、現用のHEATのような意味はない。九八式爆薬は加熱して直接弾体内部に鋳込む「鋳填」を行った。
一般に、航空爆弾の呼称は上から順に「制式採用年式」「全備重量10kgごとを大体の目安として番数で表示」「用途を号数で表示」「通常、陸用を表示」「改良により型式が変更された場合、数字と型を表示」「型式を変えない程度の改良を加えた場合、改と数字を表示」している。「九九式六番二号爆弾改一」は、「九九式（制式年）」「六番（全備重量67.9kg）」「二号爆弾（対潜用途）」「改一（信管を改良）」と表記されている。
日本海軍による最初の爆弾投下試験は1913年（大正2年）6月とする資料がある。この当時には航空機そのものが黎明期であり、欧米においても航空兵装の研究が進んでいる状況ではないことから、八糎砲および十二糎砲の砲弾を改良した爆弾を製造した。1914年11月、これらの砲弾改造爆弾は、青島要塞に対して計199発が水上機から投入された。第一次世界大戦後、日本海軍はイギリス、フランスなどヨーロッパから爆弾を輸入し国産航空兵装の参考とした。ことに強く影響を及ぼしたのはイギリスの航空爆弾と推測される。1925年（大正14年）から1928年（昭和3年）にかけて日本海軍の爆弾の種類が急速に増加した。これらの爆弾の中には試作、実験段階で文書に記載されたものの、後の文書での記載がなく、履歴が確認できないものも多い。通常爆弾の呼称は1927年（昭和2年）9月16日の文書に初出する。また陸用爆弾の分類と呼称は1932年（昭和7年）頃、第一次上海事変中に記載が始まった。昭和初期の爆弾の表記は「二五〇瓩（キログラム）通常爆弾」のように、kgとカテゴリーの表示で行われた。この後、無年式の番数による重量の表記が開始されるが、明確な時期は不明である。ただし少なくとも第一次上海事変の以前に番数による呼称は存在しない。皇紀の下二桁の年式を航空爆弾に表記するようになった明確な時期は不明である。昭和13年（1938年）4月、『空威研究会報告』における爆弾の用途ごとの種類を表記した内容には、「通常」「陸用」「煙」「一号」から「七号」各種が記載された。八号から三三号までの分類と開発は対英米戦の戦訓からの整備着手となった。

## 識別塗装

各種爆弾の構造図。上から順に「九七式六番陸用爆弾」「九九式六番二号陸用爆弾」「九八式二五番陸用爆弾」「九九式二五番通常爆弾一型」「五〇番通常爆弾二型」「二式五〇番通常爆弾一型」「九九式八〇番五号爆弾」「二式八〇番五号爆弾」「八〇番陸用爆弾」。

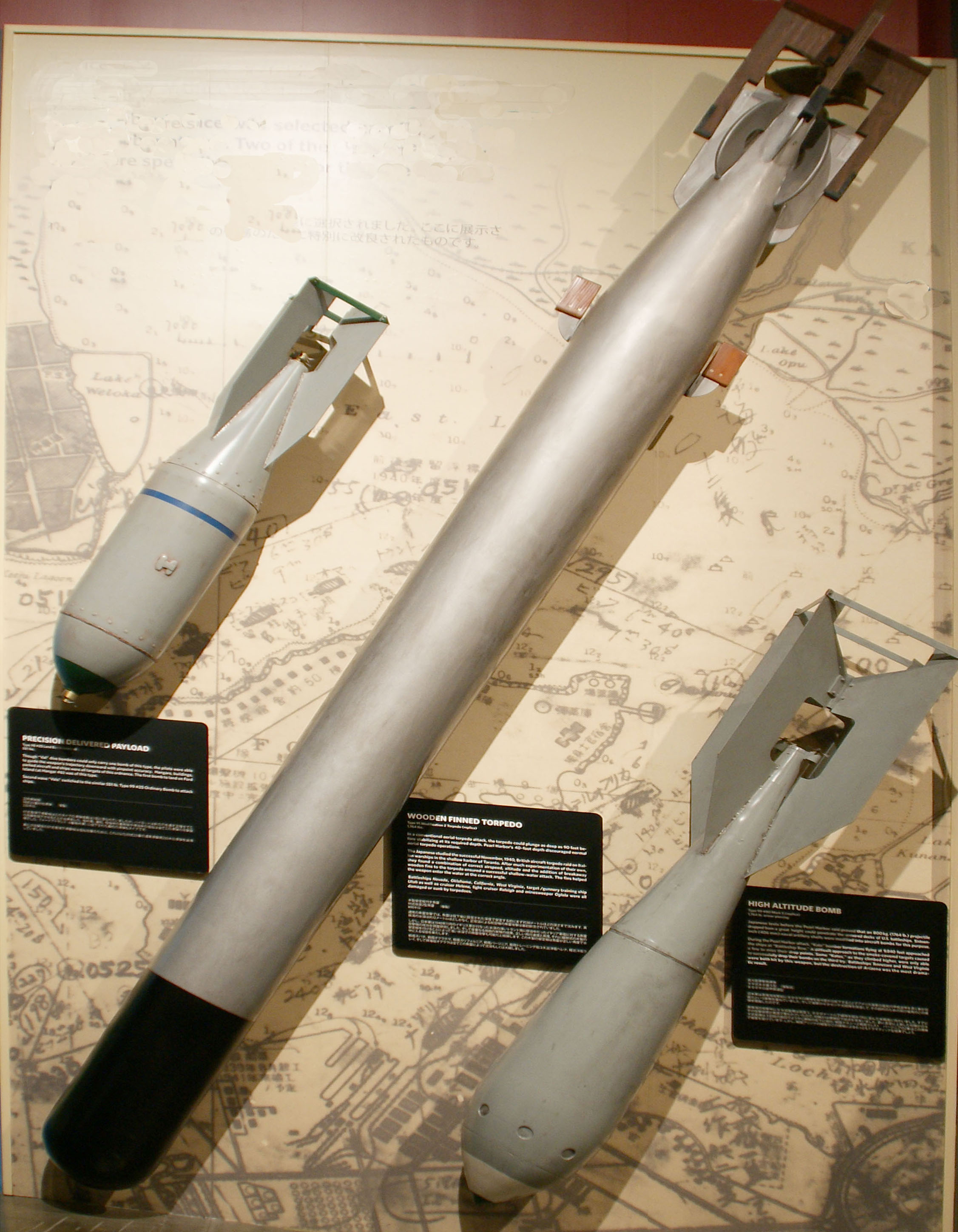
真珠湾攻撃で使用された航空兵装のレプリカ。左は九八式二五番爆弾。中央は九一式二型航空魚雷。右は高高度から投下する徹甲用の九九式八〇番五号爆弾。ハワイの太平洋航空博物館収蔵品。

| 型式 / 番号 | 識別塗装体系      | 識別塗装体系 | 識別塗装体系 | 識別塗装体系 | 代用識別塗装体系  | 代用識別塗装体系 | 代用識別塗装体系 | 代用識別塗装体系 | 用途 |
| 型式 / 番号 | 頭部塗装 / 帯塗装 | 弾体塗装     | 尾部塗装     | 弾体帯       | 頭部塗装 / 帯塗装 | 弾体塗装         | 尾部塗装         | 弾体帯           | 用途 |
| ----------- | ----------------- | ------------ | ------------ | ------------ | ----------------- | ---------------- | ---------------- | ---------------- | --- |
| 陸用爆弾    | 緑色              | 灰色         | 緑色         | 青色         | 緑色 / 青色       | 灰色             | 灰色             | -                | 陸上目標用。 |
| 通常爆弾    | 緑色              | 灰色         | 緑色         | -            | 緑色 / 青色       | 灰色             | 灰色             | -                | 艦艇用。 |
| 擬爆弾      | 緑色 / 黒色       | 白色         | 白色         | -            | -                 | -                | -                | -                | 展示教材として使われる模擬爆弾。 |
| 演習爆弾    | 緑色              | 黒色         | 白色         | -            | 緑色 / 黒色       | 白色             | 白色             | -                | 投下訓練用。 |
| 教練爆弾    | 黒色              | 黒色         | 黒色         | 黒色         | -                 | -                | -                | -                | 艤装教材、飛行・投下訓練用。 |
| 煙爆弾      | 灰色 / 黒色       | 灰色         | 灰色         | -            | -                 | -                | -                | -                | 艦艇の隠蔽用。 |
| 一号        | 緑色 / 黄色       | 灰色         | 黄色         | -            | -                 | -                | -                | -                | 化兵爆弾。弾体にイペリット、青酸ガス等化学兵器を充填した。 |
| 二号        | 青色              | 灰色         | 青色         | -            | 緑色 / 青色       | 灰色             | 灰色             | -                | 対潜用。 |
| 三号        | 銀色              | 灰色         | 銀色         | -            | 緑色 / 銀色       | 灰色             | 灰色             | -                | 飛行場制圧用として当初開発され、空対空用途に転用された。三号爆弾を参照。 |
| 四号        | 銀色 / 白色       | 銀色         | 赤色         | -            | -                 | -                | -                | -                | ロケット推進爆弾。主力艦艇に対する急降下爆撃用である。 |
| 五号        | 緑色 / 白色       | 灰色         | 灰色         | -            | -                 | -                | -                | -                | 徹甲爆弾。主力艦艇に対する投入を企図した。 |
| 六号        | 緑色 / 赤色       | 灰色         | 赤色         | -            | -                 | -                | -                | -                | 焼夷弾。 |
| 七号        | 緑色 / 紫色       | 灰色         | 紫色         | -            | -                 | -                | -                | -                | 弾体に細菌を充填するよう研究の進められた生物兵器。 |
| 八号        | 緑色 / 茶色       | 灰色         | 灰色         | -            | -                 | -                | -                | -                | 対艦用反跳爆弾。反跳爆撃専用。 |
| 九号        | -                 | -            | -            | -            | -                 | -                | -                | -                | 対艦用ロケット弾。開発は数種類の試作にとどまった。上陸用舟艇や浮上潜水艦に対する攻撃を企図した。 |
| 十九号      | -                 | -            | -            | -            | -                 | -                | -                | -                | 戦闘機から爆撃機編隊に対して使用された特殊な爆弾。二八号へ改称。 |
| 二一号      | 緑色 / 茶色       | 灰色         | 灰色         | -            | -                 | -                | -                | -                | 小型爆弾を集束したクラスター爆弾。飛行場制圧用。 |
| 二二号      | -                 | -            | -            | -            | -                 | -                | -                | -                | 飛行場使用の妨害を企図したクラスター爆弾。スパイクを内蔵。 |
| 二三号      | 緑色 / 茶色       | 灰色         | 灰色         | -            | -                 | -                | -                | -                | 飛行場の長時間の使用不能を狙い、火薬燃焼式の時限信管を装着した爆弾。高空から投下後、地中に埋没し、数時間後に爆発する。日中戦争中の重慶爆撃において発火装置が使用された。外気温による大きな遅延誤差の発生、また少数使用では効果が無いことが判明した。 |
| 二四号      | -                 | -            | -            | -            | -                 | -                | -                | -                | クラスター式の落下傘爆弾。1943年（昭和18年）1月14日の書類では、飛行場に駐機中の航空機攻撃を企図し、開発名称が記載されている。4月1日の書類では試作が記述された。以降、詳細は不明。                                                                    |
| 二五号      | -                 | -            | -            | -            | -                 | -                | -                | -                | クラスター式の楔状爆弾。飛行場使用阻止用。計画に開発名称が記載されるが、その他詳細は不明。 |
| 二六号      | -                 | -            | -            | -            | -                 | -                | -                | -                | 大量生産には移されなかった時限信管式爆弾。飛行場使用阻止用。計画に開発名称が記載されるが、その他詳細は不明。 |
| 二七号      | 緑色 / 銀色       | 灰色 / 赤色  | -            | -            | -                 | -                | -                | -                | 黄燐を使用したロケット爆弾。爆撃機編隊に対して使用する。 |
| 二八号      | 緑色 / 茶色       | 銀色         | 赤色         | -            | -                 | -                | -                | -                | ロケット爆弾。全重10kg程度。 |
| 三一号      | 灰色              | 灰色         | 灰色         | -            | -                 | -                | -                | -                | 陸用爆弾。周囲の明度による光学式近接信管を採用。大戦末期、芙蓉部隊が航空基地攻撃に実戦投入した。 |

## 航空爆弾
生産された爆弾を一部記載。開発・試作兵器など、敗戦時の資料の焼却処分、破棄により概要がつかめないものも多数存在する。
| 制式名称                 | 型式           | 全長       | 重量（炸薬重量）            | 炸薬種類                                                  | 材質、構造                                                                                | 懸吊様式                              | 信管 | 説明 |
| ------------------------ | -------------- | ---------- | --------------------------- | --------------------------------------------------------- | ----------------------------------------------------------------------------------------- | ------------------------------------- | --- | --- |
| 六番陸用爆弾             | 陸用爆弾       | -          | 63.5kg（38kg）              | 下瀬火薬、後期には九八式爆薬（改一）                      | 鋳鋼                                                                                      | -                                     | 九七式二号弾頭発火装置二型 | 戦争中に旧式化した。弾体は九九式六番二号爆弾と同様である。1942年（昭和17年）1月に製造中止の記載がある。 |
| 九七式六番陸用爆弾       | 陸用爆弾       | 1025mm     | 60.4kg（23.6kg）            | 下瀬火薬または九八式爆薬                                  | 頭部は鋳鋼、弾体は約6.3mm厚の継ぎ目無し鋼管を溶接または鋲接、尾部は鋼板製、約200mm長      | 水平、海軍形式                        | 弾頭に信管装着。九七式陸用爆弾信管甲、九七式二号弾頭発火装置                                                                           | 1937年（昭和12年）採用。成形した下瀬火薬を小袋に分けて填実。九八式爆薬を鋳込む鋳填型式の物が九七式六番陸用爆弾改一となった。200mmの鉄筋コンクリートを貫通できる。最も多用された60kg級爆弾。 |
| 九九式六番陸用爆弾       | 陸用爆弾       | -          | -                           | -                                                         | -                                                                                         | -                                     | - | 1939年（昭和14年）完成。九七式よりも強度が向上している。コストが高く大量生産に至らず。 |
| 三式六番陸用爆弾一型改一 | 陸用爆弾       | -          | 66.4kg（23.5kg）            | -                                                         | 弾頭及び弾体を一体成形                                                                    | -                                     | - | 民間工場で生産された。強度は九九式と同じ。大量生産に至らず。 |
| 二式六番陸用爆弾五型     | 陸用爆弾       | 約1066.8mm | 56.5kg（23.5kg）            | 5発の7kg高性能爆弾を内蔵、推薬により放出                  | 約1.6mmの鋼製薄殻弾体、ねじれ尾翼つき。尾部412.75mm長                                     | 水平、海軍形式                        | 九七式二号弾頭発火装置、一式弾頭発火装置二型                                                                                           | 尾翼の作用で自転し、毎分1,000回転に達すると推薬が爆発し弾子を放出。実戦投入されたものの効果は僅少だった。 |
| 二五番陸用爆弾           | 陸用爆弾       | 1828.8mm   | 262kg（149kg）              | 九八式爆薬                                                | 鋳鋼製弾頭、弾体は約6.3mm厚で直径357mm。尾部長さ約927.1mm、溶接または鋲接で組立           | 水平、海軍形式                        | 九七式二号弾頭発火装置、一式弾頭発火装置二型,、九九式特殊弾頭発火装置                                                                  | 1942年（昭和17年）製造中止。1938年設計、大戦初期に製造中止となったとする資料もある。 |
| 九八式二五番陸用爆弾     | 陸用爆弾       | 約1828.8mm | 242.2kg（96.6kg）           | 下瀬火薬または九八式爆薬                                  | 弾頭は鋳鋼。弾体は継ぎ目無し鋼管を鋲接または溶接、約12.7mm厚鋼製。尾部長さ825.5mm、鋼板製 | 水平、海軍形式                        | 弾頭と弾底に信管装着。九七式陸用爆弾信管甲・乙、九七式二号弾頭発火装置、一式弾頭発火装置二型、九九式特殊弾頭発火装置                   | ハワイ攻撃から終戦まで使用。1937年設計、1938年採用。400mmの鉄筋コンクリートを貫通する性能がある。イギリス空母「ハーミズ」攻撃の際に対空攻撃制圧のため投入、効果は非常に大きかった。 |
| 三式二五番陸用爆弾一型   | 陸用爆弾       | -          | 239.4kg（95.0kg）           | -                                                         | 弾頭と弾体を一体成形                                                                      | -                                     | 弾頭と弾底に信管装着 | 1944年（昭和19年）採用。民間の通常爆弾生産工場に陸用爆弾を生産委託したもの。強度は九八式と同様。大量生産には移行しなかった。 |
| 八〇番陸用爆弾           | 陸用爆弾       | 約2870mm   | 805.015kg（384.0kg）        | 九八式爆薬、下瀬火薬、九一式爆薬                          | 鋲接または溶接組立。弾頭は鋳鋼。弾体は約12.7mm厚鋼製。尾部1041.4mm長、約3.2mm厚鋼製       | 水平、2基の支持柱および爆弾固定バンド | 弾頭と弾底に信管装着。九二式陸用爆弾信管、九六式陸用爆弾信管、九七式陸用爆弾信管甲・乙、一五式弾底発火装置一型、九七式二号弾頭発火装置 | 日本海軍によりミッドウェー海戦時、ミッドウェー島攻撃に投入された。1937年設計、1938年制式化。鉄筋コンクリート400mmを貫通可能と推測される。ただし試製品の実験は1939年（昭和14年）9月から1941年（昭和16年）5月まで続けられた。1942年（昭和17年）3月には改一から改四まで整備された。 |
| 三番通常爆弾二型         | 通常爆弾       | 約838.2mm  | 約31.5kg（15kg）            | 下瀬火薬                                                  | 鍛鋼による一体成形。尾部長さ336.55mm                                                      | 水平、弾体両側面に支持柱              | 九六式爆弾信管、九七式二号弾頭発火装置                                                                                                 | 涙滴形状。戦争初期段階で旧式化した。1942年（昭和17年）には製造中止、後継兵器なし。 |
| 六番通常爆弾二型         | 通常爆弾       | 約1079.5mm | 63.298kg（29.960kg）        | 下瀬火薬                                                  | 鍛鋼による一体成形。尾部長さ約431.8mm                                                     | 水平、弾体両側面に支持柱              | 弾頭に信管。九七式二号弾頭発火装置 | 涙滴形状。量産が1940年または1941年に中止されたが、使用は継続された。25mm鋼板を貫通可能。1924年（大正13年）には運用されていた旧型である。量産性がなく強度も不足していた。 |
| 九九式六番通常爆弾一型   | 通常爆弾       | 1130mm     | 62.841kg（30.0kg）          | 下瀬火薬                                                  | 頭部は流線型、尾部は円錐状。弾体直径226mm。                                               | -                                     | 弾頭に信管装着 | 量産性を追求して設計された。1936年（昭和11年）12月開発開始、1939年（昭和14年）5月15日実験終了。 |
| 二五番通常爆弾二型       | 通常爆弾       | -          | 257.5kg（111kg）            | 下瀬火薬と推測される                                      | -                                                                                         | -                                     | 二式弾頭発火装置、九七式弾頭発火装置、一五式弾底発火装置、九七式甲信管、九七式乙信管、九九式甲爆弾信管、九九式丙爆弾信管               | 無年式の採用時期不明。50mm鋼板の貫通ができず、新型通常爆弾の開発が急がれる原因となった。1942年（昭和17年）頃まで使用したと推測される。 |
| 二五番通常爆弾二型改一   | 通常爆弾       | 約1816.1mm | 258.4kg（109.7kg）          | 下瀬火薬                                                  | 約15.87mm厚の鍛鋼、一体成形。尾部長さ約685.8mm                                            | 水平、海軍形式                        | 九七式二号弾頭発火装置、一五式弾底発火装置二型                                                                                         | 涙滴形状。ミッドウェー海戦で日本海軍が使用。改一では弾体と尾部との接続を強化している。いずれも50mm鋼板を貫通することができなかった。 |
| 九九式二五番通常爆弾     | 通常爆弾       | 約1727.2mm | 251.1kg（56.5kgから60.5kg） | 九一式爆薬                                                | 鍛鋼による一体成形、厚さ19mm。尾部711.2mm長、約1.6mm厚鋼製                                | 水平、海軍形式                        | 九七式二号弾頭発火装置、一式弾頭発火装置二型、九九式二五番通常爆弾信管                                                                 | 1938年設計開始、1939年採用。50mm鋼板を貫通。従来の無年式二五番通常爆弾が装甲貫通能力に欠ける点を改善したもの。 |
| 五〇番通常爆弾二型       | 通常爆弾       | 約2286mm   | 507.3kg（221.0kg）          | 下瀬火薬                                                  | 101.6mmから12.7mm厚の鍛鋼製、一体成形。尾部長さ約838.2mm                                  | 水平、2基の支持柱及び爆弾固定バンド   | 九七式二号弾頭発火装置、一五式弾底発火装置二型                                                                                         | 涙滴形状。1930年代に開発。二型改一では爆薬を九八式爆薬に変更。70mm装甲板を貫通できない。特攻時の標準爆装。 |
| 二式五〇番通常爆弾一型   | 通常爆弾       | 約1981.2mm | 491.0kg（56.3kg）           | 九一式爆薬                                                | 弾頭と弾体は一体成形、約190.5mmから25.4mm厚の鍛鋼で製造。尾部長さ1003.3mm、鋼板製         | 水平、2基の支持柱及び爆弾固定バンド   | 弾頭及び弾底に信管装着。二式五〇番通常爆弾信管一型、九九式二五番通常爆弾信管                                                           | 弾頭肩部から後方へとテーパーをつける形状。1942年（昭和17年）末に完成。100mm鋼板に直撃しても弾体が破壊されないが、炸薬量が少ない欠点があった。簡易自爆防止装置を持つ。 |
| 八〇番通常爆弾一型       | 通常爆弾       | 2832.1mm   | 796kg（393kg）              | 下瀬火薬。ブロック状に鋳込み填実                          | 約19mm厚の鍛鋼、一体成形。尾部長さ1244.6mm、約4mm厚の鋼板製                               | 水平、2基の支持柱および爆弾固定バンド | 九七式二号弾頭発火装置、同一型、九九式通常爆弾信管丙、一五式弾底発火装置                                                               | 一型改一では九八式爆薬を成形小袋で充填した。改二は下瀬火薬、改三は九一式爆薬、改四は九八式爆薬を鋳填。 |
| 九九式六番二号爆弾       | 対潜爆弾       | 1070mm     | 65.9kg（37.8kg）            | 九八式爆薬                                                | 鋳鋼製弾頭、約4.76mm厚鋼管製弾体を溶接。尾部長さ約533.4mm                                 | 水平、2基の支持柱および爆弾固定バンド | 弾頭信管、九七式二号弾頭発火装置 | 量産された二号爆弾改一では、頭部に跳弾防止の整流環をスポット溶接し、弾頭に平頭形状を与えている。1938年（昭和13年）3月に策定、1940年（昭和15年）1月研究開始、1941年（昭和16年）末に実験の終了が予定された。1942年（昭和17年）、水圧感応信管の不調から火薬燃焼式信管に換装。潜水艦に対する有効距離は5m以内。 |
| 一式二五番二号爆弾一型   | 対潜爆弾       | 約1828.8mm | 260kg（144kg）              | 九八式爆薬、鋳填                                          | 鋳鋼製弾頭、約6.35mm厚鋼管製弾体を溶接。長さ約546.1mmの尾翼に約381mm長の木製尾翼を接続    | 水平、2基の支持柱及び爆弾固定バンド   | 弾頭と弾底に信管装着。一五式通常爆弾信管（1.5秒延期）、一式二号爆弾信管甲改一（遅動3.5-5秒）、乙改一（遅動8-10秒）                     | 二五番陸用爆弾の尾部を強化。4mm厚の尾翼を8枚として小型化、強度を増強、木製尾翼で延長。一型改一は跳弾防止用の整流環を弾頭にスポット溶接し、平頭形状を与えている。有効半径10m。 |
| 九九式八〇番五号爆弾     | 徹甲爆弾       | 約2425.7mm | 796.8kg（22.8kg）           | 九一式爆薬、小袋に充填したものを弾体に填実                | 鍛鋼による一体成形弾頭、弾頭部の厚さ約101.6mm、弾底部の厚さ約50.8mm。尾部長さ約1101.7mm   | 2基の支持柱及び爆弾固定バンド         | 弾底信管2個、九九式五号発火装置、零式五号爆弾信管                                                                                      | 涙滴形状の爆弾。弾頭周囲に風防を装着する8箇所のくぼみがある。1941年採用。四〇糎九一式徹甲弾を基に改造したもので、150mm鋼板を貫通可能。対戦艦用の徹甲爆弾である。ハワイ作戦時の水平爆撃に投入。 |
| 二式八〇番五号爆弾       | 徹甲爆弾       | -          | 811.2kg（34.4kg）           | 九一式爆薬                                                | 鍛鋼による一体成形                                                                        | -                                     | 弾底信管2個。弾頭及び弾底とする資料もある九九式五号発火装置。                                                                          | 九九式八〇番の後継を狙い設計された。大規模な生産には至らず。1939年設計、1942年制式制定。高高度から投下し、均衡撃速を得て戦艦の上部装甲を貫通するよう設計されている。空母、巡洋艦に対しては艦底まで貫通し効果は薄い。4,000mの高度から150mm鋼板を貫通する性能を持つ。運用方法、炸薬の不足から特攻には使用されなかった。 |
| 三式一五〇番五号爆弾     | 徹甲爆弾       | -          | 1498.6kg（49.62kg）         | 九一式爆薬                                                | 鍛鋼による一体成形                                                                        | -                                     | 弾底信管2個、九九式五号発火装置 | 九九式八〇番五号爆弾の後継を企図していたが、大量生産には移行しなかった。1942年に設計開始、1944年に試験。試作が大戦末期に行われた。弾体が250m/sまでの衝撃に耐えたが、300m/s以上になると破壊され、この欠点を除去できなかった。1943年（昭和18年）に制式化されたものの、1944年（昭和19年）に試験を略了し開発中止となったと推測される。 |
| 三式二五番八号爆弾一型   | 反跳爆弾       | 約1701.8mm | 280kg（120kg）              | 九七式爆薬                                                | 弾頭は鋳鋼製、弾体は約12.7mm厚の鋼管を溶接。尾部は約781mm長                               | 水平、海軍形式                        | 九七式二号弾頭発火装置 | 反跳爆撃用。 |
| 三式六番二十三号爆弾一型 | 飛行場使用阻止 | 約1035mm   | 62.5kg（23.6kg）            | 下瀬火薬、九八式爆薬                                      | 弾頭は鋳鋼製で跳弾防止構造。弾体は約6.3mm厚の鋼管、溶接または鋲接組立。尾部は約470mm長    | 通常の海軍型式                        | 弾頭信管。九九式特殊発火装置一型、二型、三型と九二式爆弾信管、改二、改三、改四を組み合わせた                                           | 高度4,000mから使用すると地面に埋没し、長延期信管により数時間ほど経過した後に爆発する。抵抗板を取り付けて落下速度を150m/sに制限したともされる。 |
| 四式二五番二九号         | 空対空爆弾     | -          | 250kg（37kg）               | 鋼製弾子内部に黄燐充填                                    | 頭部は鋼製で内部に木製ブロックを詰めている。                                              | -                                     | 三式電気爆弾信管二型 | 爆撃機編隊に使用するため大戦末期に開発が行われた。二五番三号爆弾を代替する予定であり、炸薬はより多量で、焼夷性の弾子は少なくなっている。弾子は1,100個、黄燐総重量50kg。炸裂すると弾子が全周囲に初速450m/sで射出される。試験中に終戦を迎えた。 |
| 三式二五番三十一号一型   | 空中炸裂       | 約1574.8mm | 190kg（77kg）               | 九八式爆薬                                                | 12.7mm厚の鋼管、頭部がフランジ付き蛋形状。尾部は約812.8mm長                               | 通常の海軍型式                        | 三式電気発火装置 | 三式電気発火装置は電気光学式センサーを使用しており、高度3mから15mで爆弾を起爆させる。三式電気発火装置は1943年（昭和18年）11月、浅田常三郎により発案、1944年（昭和19年）7月に実験終了した。1945年（昭和20年）3月から部隊配備された。原理は可視光を600または1,000サイクルで点滅させ、この反射光を光電管で検知し、感度が所定の強度に達すると起爆する。昼夜に関わらず作動率は90%程度であった。欠点は、安全解除後に正面から探照灯の光を浴びると誘爆することである。弾頭には2箇所に直径9cmの発光部と感光部が設けられた。光は弾頭部のフィンにより毎秒15-16回ほど遮光される。1944年（昭和19年）末、戦闘812での使用例では雲の反射光を感知して誤爆につながったとの戦闘例がある。芙蓉部隊の実戦運用では、兵器整備員が小型バッテリーを常時充電状態に保つことに苦労を重ねた。 |
| 三式八〇番三一号爆弾一型 | 空中炸裂       | 約2870mm   | 676.05kg（392kg）           | 九八式爆薬、ブロック状に鋳込成型                          | 弾頭はフランジつきの蛋形状。弾体は約14.3mm厚の鋼管製。尾部は1041.4mm長                    | 2基の支持柱及び爆弾固定用バンド       | 三式電気発火装置、三式電気爆弾信管 | 地面から反射する光線を受けて高度7mで三式信管が爆弾を起爆させた。 |
| 五式二五番三三号爆弾     | 空中炸裂       | -          | 320kg（110kg）              | 炸薬および層状に破片生成用の鋼製筒を収容。弾子1,100個とも | 弾頭部は蛋形、垂下信管ホルダーを収容                                                      | -                                     | 電気式垂下信管、予備として一五式弾底発火装置二型                                                                                       | 1944年（昭和19年）末、三式電気発火装置の量産が困難なために計画された。この爆弾は落下速度を遅くするため、気圧発火装置で開く4基の落速制限板を用いる。これは高度1,000mで作動する。また銅メッキされた絹糸を使用し、爆弾本体から弾頭信管部分が放出され、20m離れて先行垂下する。垂下信管が地面に触れると爆弾が起爆する。試験では作動率60%とする資料、または強度、安全性、作動ともに不良とする資料もある。 |

### ロケット爆弾
日本海軍ではロケットモーターを内蔵した爆弾を相当数量産した。これらは爆撃機編隊に対する空対空兵器、または艦艇に対する徹甲兵器として企図されたものである。三式二五番四号爆弾、三式六番二七号爆弾、ほか三式一番二八号爆弾などが実戦配備された。
| 制式名称                 | 重量   | 説明 |
| ------------------------ | ------ | --- |
| 三式二五番四号爆弾一型   | 315kg  | 設計作業は1935年（昭和10年）にはじまり、1943年に生産開始した。全長1.9m、239.9mmと分厚い鍛鋼製弾頭を持つ徹甲爆弾である。発射時には推薬15kgを燃焼し、飛翔速度が約90m/sに達した。性能は125mm鋼板を貫通する。主な欠点は炸薬が九八式爆薬3.98kgと少ないことである。この炸薬の不足からか、敵艦に対する投入例はないとされる。 |
| 五式一番九号爆弾一型     | 13kg   | 浮上した潜水艦に対して使用するために試作設計された。本爆弾は九八式爆薬0.9kgを内蔵し、約230m/sの速度で飛翔する。1944年（昭和19年）6月に試作、1945年に制式採用された。戦争末期に量産開始し、増加試作型100発を配備したが投入はされなかった。25mm厚の装甲を貫通可能である。 |
| 仮称五式六番九号爆弾     | 84kg   | 試作設計された爆弾。浮上した潜水艦及び上陸用舟艇攻撃用。この爆弾は炸薬10kgを内蔵し、最大速度は200m/sである。推薬は10kgを充填した。基本構造は六番二七号爆弾を改良し、15mm装甲を貫通できるようにしたものである。頭部に整流環がついており、水中弾道が試験された。 |
| 三式六番二七号爆弾       | 60kg   | 空対空爆撃用の九九式三番三号爆弾をロケット爆弾としたもの。大型のロケットモーターと九八式爆薬2.5kgの炸薬を内蔵する。2.5秒から10秒まで0.5秒間隔で遅延可能な機械式時限信管により発火した。ただし遅延中に直撃しても爆発する。安全装置が設けられており、解除には発射時の50Gの圧力と、高度5,000mならば200m/sの風圧、高度10,000mならば270m/sの風圧を必要とした。このロケット爆弾の最大速度は270m/sであり、弾頭に発火すれば、黄燐4kgを使用した135個の弾子を60度の束稟角（円錐状の範囲）で射出する。1944年1月に開発開始、1945年2月に制式採用。芙蓉部隊では試作型の十八試六番二七号爆弾を1945年（昭和20年）7月4日の夜間空戦に投入した。重量69kg、全長1360mm、弾子135個内蔵。5日未明、P-61に対し発射、戦果不詳。 |
| 三式一番二十八号爆弾一型 | 7.65kg | 戦闘機の主翼に吊下するよう試作設計された対航空機用のロケット爆弾で、九八式爆薬0.580kgを充填した弾頭を持つ。1944年末に試験を完了し制式化された。二七号及び二八号は総計約5,000発が製造された。このロケット弾は1.87kgの推薬を装備し、最大速度は400m/sである。射程500mでの半数必中界は9mだった。発射後5秒で自爆する。対空用であるが1945年（昭和20年）6月には戦闘901飛行隊が対地・対艦用にも用い、命中精度は良好だった。芙蓉部隊では対潜用に改造された二八号爆弾が使用された。全長72cm、全備弾量14.5kg、炸薬850g。最大速度230m/s、散布界は射程200mで1m程度。夜間攻撃に投入。 |

### 焼夷爆弾
三号爆弾および六号爆弾は、飛行場攻撃用の焼夷弾子を多数放出する爆弾である。第一次大戦後、日本海軍はイギリスから焼夷弾を購入し整備の参考とした。昭和10年頃から陸上攻撃用として開発研究が進められた。昭和7年の上海事変による戦訓ではコンクリート建造物に対する焼夷効果を要求され、その後には飛行場攻撃という必要性も追求された。こうした、焼夷弾による飛行場攻撃の研究過程でクラスター爆弾も考案されるに至った。焼夷剤には黄燐、テルミット、エレクトロン、チオコールテルミットが使用された。テルミットは小粒状の酸化鉄とアルミニウム粉末を3対1で混合し、水ガラスで固化した。アルミ粉末は火薬により点火、酸化鉄は酸素を供給する。燃焼温度は2,000度に達した。エレクトロンはマグネシウム95%、アルミニウム、亜鉛を混合した合金で、焼夷弾の弾体に用いられる。チオコールテルミットのチオコールとは多硫化系人造ゴムの商標である。
| 制式名称                 | 重量     | 説明 |
| ------------------------ | -------- | --- |
| 九九式三番三号爆弾       | 33.72kg  | 飛行場制圧用であるが臨時に空対空爆撃用に転用された。陸用爆弾尾部をねじれ尾翼式に改良、投下すると弾体に回転を与えて安全装置を解除する。また遠心力で炸裂時の弾子放出を補助した。全長693mm、直径147mm。炸薬として下瀬火薬または九八式爆薬を1.513kg使用する。焼夷剤として黄燐5kgを使用し、弾子144個が150m/sで放出された。有効範囲は円錐状に100度である。アメリカ軍の調査では、生産数は1943年に500発、1944年に25,000発、1945年に50,000発。 |
| 三式六番三号爆弾一型     | 56.6kg   | 昭和18年4月の段階で研究中であり、昭和19年6月実験終了した。同年10月から部隊配備された。炸薬に九八式爆薬6.17kgを使用。炸裂すると弾子270個が300m/sに加速され、90度の円錐状に散開する。焼夷剤として黄燐5kgを使用。高高度戦闘用には使用が難しかった。高空ではねじれ尾翼にかかる圧力が少なく、弾体の回転数が低空と異なり、信管の作動時間に狂いが生じた。昭和20年に改良が施された。                                                          |
| 二式二五番三号爆弾一型   |          | ねじれ尾翼式。二式二五番三号爆弾焼夷弾子800個を内蔵。1943年（昭和18年）1月に生産を開始した報告が存在し、同年4月には部隊に配備されたと記載される。 - 二式二五番三号爆弾一型改一 - ねじれ尾翼式。一型の組立時の安全性を向上させた。全重246。0kg。10cm長の鋼管内にチオコールテルミットを充填した弾子を780から800個内蔵した。炸裂時の有効直径300m。燃焼時間は20秒。                                                                       |
| 二式二五番三号爆弾二型   | 251.8kg  | ねじれ尾翼式。昭和19年6月実験完了。黄燐56kgを主剤に使用した。炸薬に九八式爆薬8.53kgを使用。弾子1086個を60度の円錐状範囲に射出した。 |
| 三式二五番三号爆弾       |          | ねじれ尾翼式。全重246.0kg。チオコールテルミット弾子780個を内蔵。炸裂すると300mの円内に300m/sで散開し、20秒間燃焼した。 |
| 九八式七番六号爆弾一型   | 71.9kg。 | コンクリート建造物焼夷用。エレクトロン（焼夷剤）17.8kgの子弾4発を内蔵。200mmのコンクリートを貫通後、内部炸薬を用いて子弾を射出し、発火させる。試験では4,000mから投下、400mmコンクリートを貫通し引火したが、射出には失敗した。 |
| 九八式七番六号爆弾二型   | 66.2kg   | 昭和14年以前に計画され、昭和16年には完成採用されたと推測される。弾体直径240mm。テルミットを中央に配置、周囲に固形油9.78kgを充填した。投下後、瞬発信管が作動すると放出薬が起爆する。この起爆によって、弾体に設けられた孔から2m四方へと火のついた固形油が吹き出した。 |
| 零式六番六号爆弾         |          | 固形油の代わりに黄燐を使用しガラス瓶多数の中に封入した。昭和16年12月の試験では着火性能はあるが黄燐の保存が難しいことと大量生産向きでないことが指摘された。 |
| 一式七番六号爆弾三型改一 | 67.1kg   | 人造ゴムとテルミットを混合したチオコールテルミットを焼夷剤に用いる。弾子は一式七番六号爆弾三型改一焼夷片と呼ばれ、これを180個内蔵した。弾子の散開範囲は円状に80mである。改二は全重71.5kg、弾子182個内蔵。改良点は不明。 |

### 反跳爆弾
海軍では1943年（昭和18年）末から八号として研究開始された。陸用爆弾改造型と通常爆弾改造型が存在する。大規模投入に至らなかった背景として軍事研究者兵頭二十八は、重巡以上の舷側装甲の破壊には威力不足であること、信管の信頼性、弾体の強度不足があったと推測する。また機体の防弾の欠如、爆撃方法、生残性を考慮し、特攻が選択されたとも推測している。
- 三式二五番八号爆弾 - 全重280kg、炸薬120kg。資料により数値が異なる。反跳距離150mから250m。作動秒時を遅延させた信管が取り付けられた。
- 四式五〇番八号爆弾 - 1945年（昭和20年）5月の段階で文書に記載された。諸元詳細不明。
- 三式八〇番八号爆弾 - 全重850kg、炸薬400kg、反跳距離は150mから300m。陸用爆弾改造型では炸薬382kg、通常爆弾改造型では炸薬320.3kgとする資料もある。日本海軍ではこの爆弾を以下のように命中させようと企図した。海面上高度10mから20mを飛行し投下する。爆弾は150mから250m先の標的へ弾頭を向けながら反跳を続け、高度10m以下の舷側に命中する。試験において尾部の大規模な強化が必要と判定され、また反跳時に弾頭が激しくブレたことが報告された。

### 化兵爆弾
化学兵器を使用した爆弾である。日本海軍では砲弾による実射試験と防毒試験が行われた。四〇糎九一式徹甲弾にも着脱式特薬缶の装填スペースが考慮されている。爆弾としては第一次上海事変後に本格製造が開始された。ルイサイトは1936年（昭和11年）に量産化に成功したものの後に使用が廃止された。そのほかイペリット、催涙ガス、くしゃみ剤、青酸ガス等が整備された。1938年（昭和13年）3月『空威研究会報告』にて一号爆弾が策定された。
- 三番一号爆弾 - 1938年（昭和13年）の書類中に記載。当初は通常爆弾として対艦艇用を企図していた。その後、目的は飛行場攻撃用へ移行した。1943年（昭和18年）8月の書類ではラバウル基地に26発配備と記載された。
- 六番一号爆弾 - 1935年（昭和10年）頃に研究開始、1936年（昭和11年）に制式化された。全重68.3kg、炸薬に下瀬火薬または九八式爆薬2.3kgを使用。薬剤として致死性と糜爛効果のある「T剤」を23.6kg充填した。他の資料では三号特薬甲（イペリット）を17.1kg充填した。1943年（昭和18年）8月の書類では百数十発がラバウル基地に配備されていた。有効半径は10m。10万発生産予定され、実際には43,000発が生産された。うち組立に至ったのは1944年（昭和19年）に4,200発、1945年（昭和20年）に600発である。
- 一式六番一号爆弾 - 非致死性の薬剤を充填した制圧用爆弾。全重63.2kg。炸薬5.9kg。充填薬剤はくしゃみ効果を発揮する二号特薬（ジフェニル青化ヒ素）6.7kgである。コンクリート200mmを貫通する能力があった。2,000発製造するも組立は行われなかった。
- 四式六番一号爆弾 - 全重55.5kg、炸薬2.3kg、三号特薬を22kg充填。

### 生物兵器
1938年（昭和13年）3月『空威研究会報告』にて策定。全重は60kg以下とされた。用途は陸海上に細菌を散布して伝染させ、戦闘力を減殺すること、敵の士気を喪失させることである。整備目標数は実験結果によって決められる予定だった。開発は1942年（昭和17年）の段階で研究中にとどまり、大戦末期になって具体化した可能性がある。
- 四式三番七号爆弾 - 詳細不明。戦争末期に十一号特薬甲／乙を充填するとされた。

### クラスター形式の航空爆弾

弾子を多数内蔵した六番二一号爆弾

飛行場攻撃用に考案された。構想は1942年（昭和17年）、ソロモンでの航空戦の戦訓による。1942年（昭和17年)7月14日の書類に飛行場攻撃用のクラスター形式の爆弾について言及があり、その後1943年（昭和18年）1月14日には弾子30個を放出する六番爆弾が製造中と報告された。同年4月の書類では爆弾が実験中と報告され、6月に完了予定と記載された。同年8月1日にはラバウル基地に685発の二式六番二一号爆弾が存在している。
- 二式六番二十一号爆弾一型 - 弾体外形は円筒形である。弾子40個または30個を内蔵。1943年（昭和18年）4月の、高度400mでの投下実験では20%の不発を生じたが、一発の子弾で魚雷艇を大破できた。高度2000m以下では不発率が上昇し、500mで45%の不発を発生したこともあった。ほか、安全性不十分との指摘がなされた。
- 二式六番二十一号爆弾二型 - 弾体外形は六角形である。全重52.5kg。炸薬として九八式爆薬17.6kgを充填し36個の弾子を内蔵する。弾子は瞬発で作動。一型の安全性を向上させた。
- 二式二五番二十一号爆弾一型 - 1943年（昭和18年）1月の時点で製造の報告が記載されている。諸元不明。弾子120個を内蔵する。

### 演習爆弾
演習爆弾は投下訓練用の消耗品である。1921年（大正10年）、イギリス海軍のセンピル教育団が日本海軍の招来に応じて航空兵力の育成指導にあたり、この際、イギリスで使用されていた訓練用爆弾も導入された。
- 四瓩（キログラム）演習爆弾 - 1924年（大正13年）2月7日制式制定。全長372.6mm、最大径88.8mm。鉄製である。前方が脹れて大きいナス型の形状を持ち、尾部に尾翼を持つ。また、尾部後端に発煙筒をねじ込み式に装着した。発煙剤は無水四塩化錫450gを使用した。起爆装置は尾部に瞬発信管を持つ。高度1,000m以上、速度100ノット以上で使用すると弾道性に狂いが生じた。
- 四瓩演習爆弾一型 - 四瓩演習爆弾C型を1927年（昭和2年）9月21日に改称。
- 四瓩演習爆弾一型改一
- 四瓩演習爆弾二型 - 四瓩演習爆弾一型（陸用）を1927年（昭和2年）9月21日に改称。
- 一瓩演習爆弾 - 四瓩演習爆弾の弾道性を改善した純国産品。前方が脹れて大きいナス型の形状を持つ。弾体に各種の色を発煙する発煙剤を内蔵する。軽量化のため高度2,000m以上で弾道に狂いが生じた。
- 一瓩演習爆弾改二 - 発煙剤に黄燐を使用した。
- 一瓩演習爆弾改三 - 危険防止のため黄燐を赤燐に換装した。
- 三〇瓩演習爆弾一型
- 三〇瓩演習爆弾二型
- 五〇〇瓩演習爆弾二型
- 九九式三番演習爆弾 - 弾道性を重視した演習爆弾。形状は砲弾型で材質はガラス製。全備重量34.630kg、炸薬85g、発煙剤に四塩化チタン1kgを使用した。内部にはコンクリートを充填した。
- 九九式一番演習爆弾 - 九九式三番演習爆弾の縮小型。

## 信管・発火装置
日本側の信管・発火装置呼称体系は第二次世界大戦終了まで連合軍側に把握されていなかった。結果、信管の呼称体系が補助として連合軍側により作製された。これは大文字、数字、及び括弧付きの小文字で構成されるものである。一覧では日本側資料により確認できる信管と発火装置を記載する。
日本軍の爆弾は弾頭、または弾頭と尾部に、発火装置と信管を装着する型式が多かった。発火装置には、投下の際に風圧を受けて回転する小型の風車が付けられており、所定の時間回転すると安全装置を解除する。信管は衝撃により起爆し、爆弾本体に充填された爆薬を炸裂させる。日本海軍の爆弾に多用された九八式爆薬は感度が鈍感であり、口径20mmまでの銃弾の直撃程度では発火しなかった。

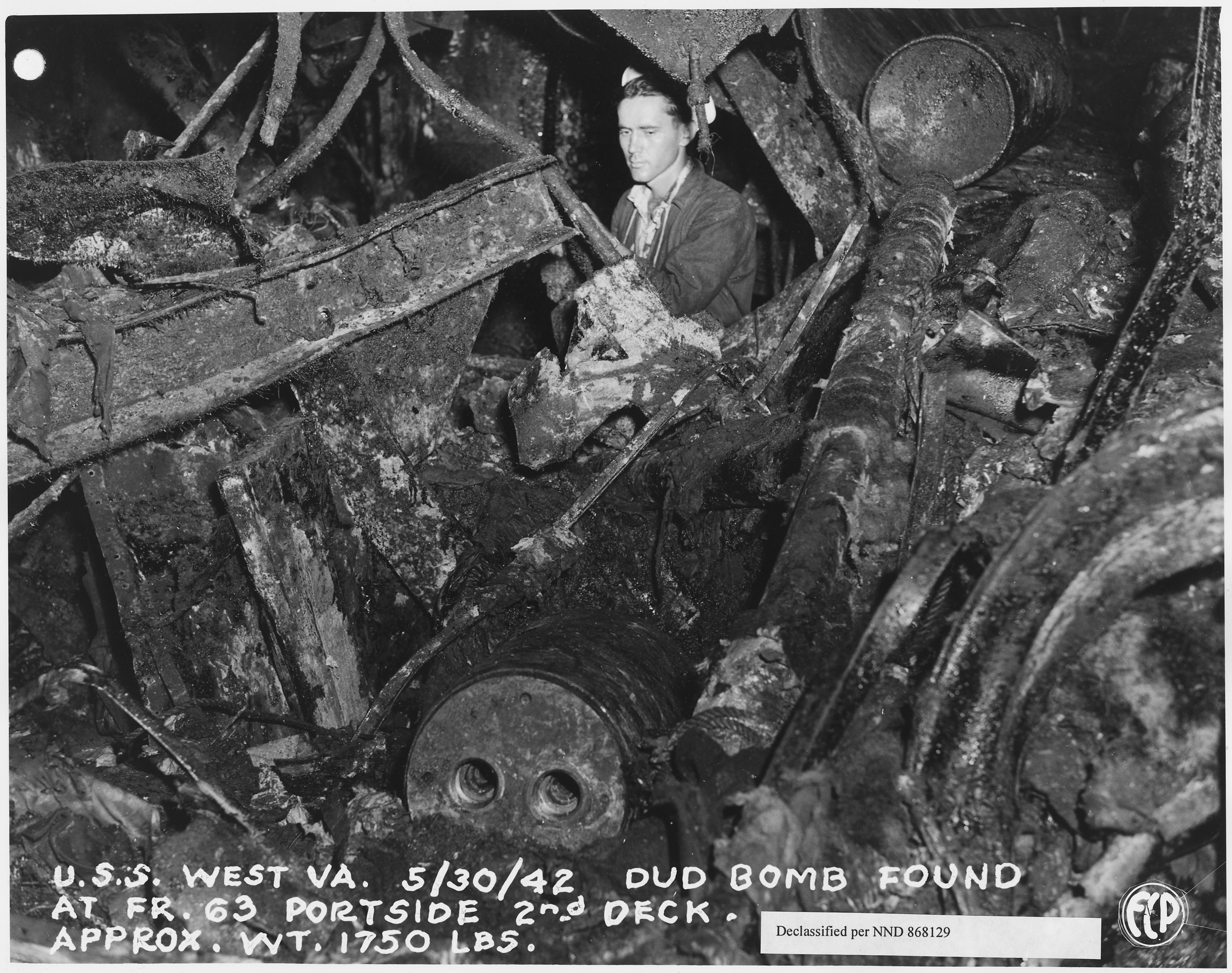
真珠湾攻撃により大破着底した戦艦「ウェストバージニア」の内部で発見された不発弾。写真中央部に弾底信管の抜かれた、九九式八〇番五号爆弾の弾底部が写っている。

一五式
- 一五式通常爆弾信管[39]
- 一五式弾底発火装置[39]
- 一五式弾底発火装置一型改二[40]
- 一五式弾底発火装置一型改三[40]
- 一五式弾底発火装置二型改一[40]
- 一五式弾底発火装置二型改二[40]
- 一五式弾底発火装置二型改三[40]

九一式
- 九一式煙爆弾一型[41]

九二式
- 九二式爆弾信管改二[39]
- 九二式陸用爆弾信管改一[41]
- 九二式陸用爆弾信管改二[40] 信管の素材が真鍮に変更された[42]。
- 九二式陸用爆弾信管改三[40]

九六式
- 九六式爆弾信管[39] 瞬発[7]。

九七式
- 九七式陸用爆弾信管甲[39] 遅延秒時0.03秒[43]。
- 九七式陸用爆弾信管乙[39]
- 九七式弾頭発火装置一型改一[40]
- 九七式弾頭発火装置二型改一[44]
- 九七式二号弾頭発火装置[39]
- 九七式二号弾頭発火装置一型[40]
- 九七式二号弾頭発火装置二型[40]
- 九七式二号弾頭発火装置二型改一[40]
- 九七式弾底起爆装置[44]
- 九七式投下爆管改一[40]
- 九七式投下爆管改二[40]

九八式
- 九八式六号爆弾信管一型[45] 焼夷弾用。
- 九八式六号爆弾信管二型改一[45] 焼夷弾用、瞬発。

九九式
- 九九式特殊弾頭発火装置 - 火薬式時限信管。二三号爆弾用[46]。

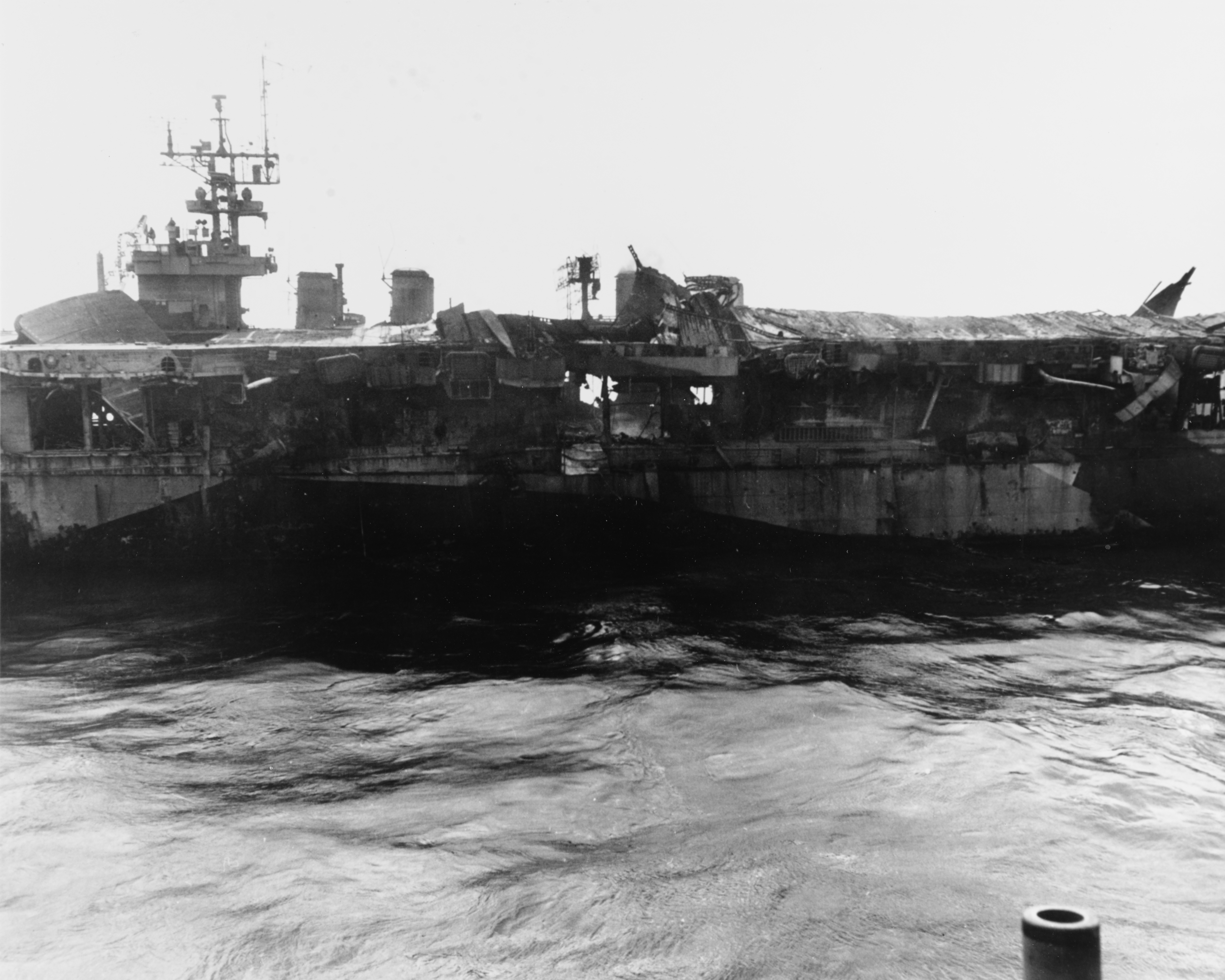
500kg爆弾の直撃を受けたアメリカ軍空母プリンストン。

- 九九式通常爆弾信管甲[39]
- 九九式通常爆弾信管乙[39]
- 九九式通常爆弾信管丙[47]
- 九九式二五番通常爆弾信管甲[44]
- 九九式二五番通常爆弾信管丙[44]
- 九九式二五番通常爆弾弾底発火装置[39]
- 九九式三号爆弾信管改一[40]
- 九九式三号爆弾信管改二[40]
- 九九式三号爆弾発火装置[39]
- 九九式三号爆弾発火装置改一[40]
- 九九式五号発火装置[48]

零式
- 零式五号爆弾信管[49]

一式
- 仮称一式二号爆弾信管[39] - 対潜用、遅動1.8秒[50]。
- 一式二号爆弾信管甲改一[39] - 対潜用、遅動3.5秒[50]。
- 一式二号爆弾信管乙[39]
- 一式二号爆弾信管乙改一[39] - 対潜用、遅動10秒[50]。
- 一式二号爆弾信管丙改一[44] - 対潜用、遅動16秒[50]。
- 一式弾頭発火装置二型[51]
- 一式弾頭発火装置二型改一[40]

二式
- 二式小型爆弾信管一型[40] - クラスター爆弾の弾子用。瞬発。
- 二式五〇番弾底発火装置[39]

三式
- 三式点火装置一型 - 二一号爆弾用[52]。
- 三式二号弾頭発火装置[40]
- 三式二号弾底発火装置[40]
- 三式九号爆弾信管乙 - 試作のみ[53]。
- 三式九号爆弾信管丙 - 試作のみ[53]。
- 三式二五番通常爆弾弾底発火装置[28]
- 三式二七号爆弾信管[54] 瞬発。
- 三式二七号爆弾発火装置一型[55]
- 三式二八号爆弾信管二型[56]
- 三式電気爆弾信管 - 三一号爆弾用[57]。
- 三式電気発火装置 - 三一号爆弾用[57]。

四式
- 四式反跳爆弾信管改一[40] - 遅動5秒から7秒。八号爆弾用[58]。

その他
- 演習爆弾信管[39]

## 火工兵器
- 零式吊光照明弾発火装置[39]

発煙筒弾
- 発煙筒弾改四[40]

航法目標灯
- 九四式航法目標灯[40]
- 零式航法目標灯[40]

航法目標弾
- 零式航法目標弾[39]

着水照明炬
- 九六式着水照明炬[39]

吊光照明弾
- 零式吊光照明弾[39]

吊光信号弾
- 零式吊光信号弾[40]

吊光投弾
- 吊光投弾二型改一[40]
- 九〇式吊光投弾[39]
- 九〇式吊光投弾一型[40]